# E592
La ruta europea E592 és una carretera que forma part de la Xarxa de carreteres europees. Comença a Krasnodar (Rússia) i finalitza a Djoubga (Rússia). Té una longitud de 120 km. Té una orientació de nord-est/sud-oest.